# Cantua alutacea
Cantua alutacea är en blågullsväxtart som beskrevs av Infantes. Cantua alutacea ingår i släktet Cantua och familjen blågullsväxter. Inga underarter finns listade i Catalogue of Life.